# 취안이펑
취안이펑(중국어: 权怡凤, 병음: Quán Yífèng, 한자음: 권이봉, 1974년 3월 1일 ~ )은 말레이시아의 배우이다.
취안이펑은 1992년 싱가폴 TCS에 조인했고, 몇 편에 드라마에 출연했다. 2000년에는 SPH MediaWorks에 조인했다. 1998년 피터 유(Peter Yu)와 결혼하였고, 2009년 이혼하였다. 싱가폴과 대만에서 드라마, 영화 배우로 활동하고 있다.

## 드라마
- 1994: Love Dowry Min, 애정정금(爱情定金)
- 1995: Love Knows No Bounds Xiu Hui, 첨첨악(甜甜屋)
- 1995: Pointed Triangle Shi Jia, 살지련(杀之恋)
- 1997: The Scoop Joey, 미정단방(迷情专访)
- 2010: Carlsberg Telemovie Series Episode 1

## 영화
- 1999: Twelve Storey, 십이루(十二楼)